# Caenorhinus commodus
Caenorhinus commodus là một loài bọ cánh cứng trong họ Rhynchitidae. Loài này được Sawada miêu tả khoa học năm 1987.